# Alonzo C. Shuford

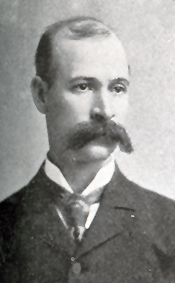
Alonzo C. Shuford

Alonzo Craig Shuford (* 1. März 1858 bei Newton, Catawba County, North Carolina; † 8. Februar 1933 in Chapel Hill, North Carolina) war ein US-amerikanischer Politiker. Zwischen 1895 und 1899 vertrat er den Bundesstaat North Carolina im US-Repräsentantenhaus.

## Werdegang
Alonzo Shuford besuchte die öffentlichen Schulen seiner Heimat und das Newton College. Anschließend arbeitete er in der Landwirtschaft. 1889 trat er der Farmers’ Alliance bei, einer politischen Bewegung, die die Interessen der Farmer vertrat und der Populist Party nahestand, der er sich auch anschloss. In den folgenden Jahren war Shuford in vielen Bereichen für seine Partei tätig. So hielt er unter anderem in seiner Heimat Reden zu landwirtschaftlichen Themen. Im Juli 1892 nahm er am Bundesparteitag der Populisten in Omaha teil. Bereits im Februar dieses Jahres war er Delegierter auf einer Arbeiterversammlung in St. Louis gewesen. Im Jahr 1894 wurde er Vizepräsident der Farmers’ Alliance.
Bei den Kongresswahlen des Jahres 1894 wurde Shuford im siebten Wahlbezirk von North Carolina in das US-Repräsentantenhaus in Washington, D.C. gewählt, wo er am 4. März 1895 die Nachfolge von John S. Henderson antrat. Nach einer Wiederwahl konnte er bis zum 3. März 1899 zwei Legislaturperioden im Kongress absolvieren. Diese waren im Jahr 1898 von den Ereignissen des Spanisch-Amerikanischen Krieges geprägt.
1898 wurde Shuford von seiner Populist Party nicht mehr zur Wiederwahl nominiert. In den folgenden Jahren betätigte er sich in Newton wieder in der Landwirtschaft in Newton. 1924 war er bei den Präsidentschaftswahlen Wahlmann der Progressiven Partei für Robert La Follette. Im Jahr 1928 zog er sich in den Ruhestand zurück, den er in Chapel Hill verbrachte, wo er am 8. Februar 1933 starb.